# 日本電気鉄道
日本電気鉄道（にほんでんきてつどう）とは、明治末期から昭和初期にかけて計画された、東京 - 大阪間を電車で結ぶ新線を実現しようという、幻の私鉄である。
1907年に当時安田財閥の総帥だった安田善次郎が発起人となり、雨宮敬次郎らと共同で東京 - 大阪間を6時間で結ぶ標準軌の電車路線を敷設するものとして免許申請を行ったのが最初といわれる。しかし「私鉄は一地方の交通を目的とすべき」との逓信省の考えや、当時軍事輸送の強化を目的に幹線を中心とした鉄道の国有化を進めていた政府の方針に反することから、この申請はあっさりと却下される。予定では、東京（渋谷） - 大阪（野田、現在の京橋駅付近）間を、松田・静岡・名古屋・亀山に途中駅を設置し、当時としては速達の最高80 km/h で走る電車によって、10時間を切ることを目標にしたという。
ところが1920年代に入ると、当時鉄道省が運営していた東海道線の輸送能力が蒸気機関車ベースでの輸送のため逼迫しつつあったことから、この計画が再浮上する。そこで当時東武鉄道の経営に参画していた根津嘉一郎らは鉄道省に対し免許申請を行い、1924年（大正13年）には当時の清浦内閣によって免許の可能性が検討されるところまで話が進んだ。
しかし、名古屋以西のルートが京都に寄らず木津川沿いに大阪に直進するルートだったことから、京都方面の財界の大きな反対を受けたことや、当時地方鉄道法で私鉄の軌間が事実上狭軌に制限されていたことに反する申請だったことなど、複数の要因が重なり、清浦内閣退陣後は事実上この計画は棚上げ状態となる。1928年（昭和3年）に根津らは再び免許申請を行うが結果は不調に終わり、この申請を最後に同計画は幻のものとなった。
ただしこの計画は、後の弾丸列車計画や東海道新幹線計画の基礎となったとも言われており、その意味では現在の新幹線はこの計画があってこそ生まれたと言うこともできるだろう。
東海道を外れた区間に転じると、1938年（昭和13年）には関西急行鉄道の開通で、途中乗り換えを伴うものの、大阪上本町から関急名古屋間が民鉄路線で繋がった（現在の近鉄大阪線・名古屋線）。

## 件別
- 1918年（大正7年）12月17日出願、1924年（大正13年）8月8日却下
  - 資本金 2億円
  - 発起人 立川勇次郎他270人
  - 経由地 東京府品川町 - 大阪府東成郡野田村 296哩30鎖
  - 却下理由 明治40年以降数回ノ申請アリタルモ其ノ都度鉄道国有法ノ精神ニ反シ且成業覚束ナキ理由ニ依リ却下セラレタルモノヲ重ネテ申請シタルモノニシテ従前ノ却下理由ヲ覆スヘキ新タナル事由ヲ認メス
- 1926年（大正15年）10月15日出願、1927年（昭和2年）6月14日却下
  - 資本金 2億5千万円
  - 発起人 笠井愛次郎（総代）、根津嘉一郎、大橋新太郎、郷誠之助、大川平三郎、松方幸次郎他
  - 軌間 1435 mm
  - 動力 架空単線式 電圧3000ボルト
  - 経由地 東京府渋谷町 - 神奈川県都筑郡新治村 - 静岡県駿東郡御殿場町 - 静岡市 - 浜松市 - 岡崎市 - 名古屋市 - 三重県鈴鹿郡亀山町 - 京都府相楽郡木津町 - 大阪市北区（当時）中野町
  - その他 地方鉄道補助法による補助金は辞退

- これ以前の出願は関東大震災の際に書類焼失

- 「日本電気鉄道敷設願却下ノ件」『 第十門・地方鉄道及軌道・六、敷設請願却下・巻二十八・昭和二年』（国立公文書館デジタルアーカイブ で画像閲覧可）

## 駅一覧
1928年（昭和3年）の免許申請に係る計画提出時の日本電気鉄道線路図を基に作成、駅名は資料のひらがなをそのまま記載（歴史的仮名遣い・変体仮名を含む）
| 駅名         | 所在地                                                       | 備考                                                                                           |
| ------------ | ------------------------------------------------------------ | ---------------------------------------------------------------------------------------------- |
| あをやま     | 東京都港区南青山（当時の東京府東京市赤坂区青山南町）         | 東京市街地の当時の西端に設置                                                                   |
| にしよこはま | 神奈川県横浜市緑区（当時の神奈川県都筑郡新治村）             | 国鉄（現在のJR東日本）横浜線鴨居 - 中山間に設置                                                |
| ごてんば     | 静岡県御殿場市（当時の静岡県駿東郡御殿場町）                 | 国鉄（現在のJR東海）御殿場線御殿場駅より約3km北                                                |
| 志づをか     | 静岡県静岡市葵区                                             | 国鉄（現在のJR東海）東海道本線静岡駅より約5km北で、当時の静岡市街地の北端                      |
| きたはままつ | 静岡県浜松市浜名区三ヶ日町福長（当時の静岡県引佐郡三ヶ日町） |                                                                                                |
| をかざき     | 愛知県岡崎市                                                 | 国鉄（現在のJR東海）東海道本線岡崎駅より約3km北                                                |
| なごや       | 愛知県名古屋市中区                                           | 国鉄（現在のJR東海）中央本線金山駅付近                                                         |
| かめやま     | 三重県亀山市（当時の三重県鈴鹿郡亀山町）                     | 国鉄（現在のJR東海）関西本線・紀勢本線亀山駅より約3km北                                        |
| きたなら     | 京都府木津川市（当時の京都府相楽郡木津町）                   | 国鉄（現在のJR西日本）関西本線・奈良線・片町線木津駅の北側                                     |
| のだまち     | 大阪府大阪市都島区                                           | 国鉄（現在のJR西日本）城東線（現在の大阪環状線）・片町線京橋駅の東側で、当時の大阪市街地の東端 |